# Peter Hujar's Day
Peter Hujar's Day is een Amerikaanse biografische film uit 2025, geschreven en geregisseerd door Ira Sachs. De film is gebaseerd op het gelijknamig boek van Linda Rosenkrantz. De hoofdrollen worden vertolkt door Ben Whishaw en Rebecca Hall.

## Verhaal
De film speelt zich af in december 1974 in New York en volgt de fotograaf Peter Hujar (Ben Whishaw) en zijn vriendin, de schrijfster Linda Rosenkrantz (Rebecca Hall). 

## Rolverdeling
| Acteur       | Personage         |
| ------------ | ----------------- |
| Ben Whishaw  | Peter Hujar       |
| Rebecca Hall | Linda Rosenkrantz |

## Productie
Linda Rosenkrantz schreef in 2021 het boek Peter Hujar's Day, dat Hujars leven en activiteiten documenteert gedurende 24 uur in 1974. De verfilming werd geschreven en geregisseerd door Ira Sachs en was aanvankelijk bedoeld als een korte film voordat het werd ontwikkeld tot een speelfilm.

## Release en ontvangst
Peter Hujar's Day ging op 27 januari 2025 in première op het Sundance Film Festival in de Premieres-sectie. De film kreeg overwegend positieve kritieken van de filmcritici, met een score van 95% op Rotten Tomatoes, gebaseerd op 22 beoordelingen.